# Simonne Danneels
Simonne Danneels (Bredene, 14 augustus 1922 – Sint-Kruis, 8 november 2004) was aanvoerder van het Brugse Partizanenleger onder de schuilnaam Madame Paula.
Ze volgde haar verloofde en latere echtgenoot Hendrik de Meyer op als aanvoerder toen deze als werkweigeraar naar Duitsland werd gedeporteerd. Toen ze later werd ontmaskerd, dook ze onder in Brussel, waar ze als koerier actief werd.
Op 29 augustus 1945 kreeg ze van de Britse koning George VI de King's Medal for Courage in the Cause of Freedom.
In 2021 is een Brugse straat naar haar vernoemd.